# Vendegies-au-Bois British Cemetery
Vendegies-au-Bois British Cemetery is een Britse militaire begraafplaats met gesneuvelden uit de Eerste Wereldoorlog, gelegen in het Franse dorp Vendegies-au-Bois in het Noorderdepartement. De begraafplaats werd ontworpen door William Cowlishaw en ligt 550 meter ten oosten van het dorpscentrum (Église Saint-Humbert). Ze heeft een smalle rechthoekige vorm met een oppervlakte van 256 m² en is omgeven door een bakstenen muur. Doordat het terrein hoger ligt dan het straatniveau bestaat de toegang uit twee trappen met telkens 5 treden. Het Cross of Sacrifice staat vooraan opgesteld. Het register wordt bewaard in het gemeentehuis. De begraafplaats wordt onderhouden door de Commonwealth War Graves Commission.

## Geschiedenis
Na de verovering van het dorp op 23 oktober 1918 werd de begraafplaats aangelegd door de 21st Division. Er liggen 43 Britten begraven die allen omkwamen tussen 23 oktober en 4 november 1918 bij de gevechten gedurende het geallieerde eindoffensief .

## Onderscheiden militairen
- Charles Alfred Cox, sergeant bij de Royal Engineers werd onderscheiden met de Distinguished Conduct Medal en de Military Medal (DCM, MM).
- V. Lloyd, luitenant bij het Leicestershire Regiment en Herbert Wade, luitenant bij het Machine Gun Corps ontvingen het Military Cross (MC).
- James Hall, sergeant bij het Leicestershire Regiment; Reginald Graveling, korporaal bij het Lincolnshire Regiment en Daniel Dore, korporaal bij het Machine Gun Corps ontvingen de Military Medal (MM).